# DubLi
Dubli（デュブリ）は、キャッシュバックつきショッピングポータルサイトである。グループ親会社はOminto社である。2003年6月に設立され、アメリカ本部はフロリダ州ボカラトンにある。本部以外に、世界の７地域にオフィスをかまえている。2017年3月20日にNASDAQ Capital Marketに上場した。

## DubLi（デュブリ）海外ショッピングサイト
世界249の国と地域
（アメリカ、カナダ、デンマーク、スペイン、イタリア、ドイツ、オーストリア、オーストラリア、ロシア、スイス、インド、イギリス、等）